# Dražovice (Plzeň)
Dražovice é uma comuna checa localizada na região de Plzeň, distrito de Klatovy.